# 美人三姉妹の推理旅行
『美人三姉妹の推理旅行』（びじんさんしまいのすいりりょこう）は、2004年から2007年までテレビ朝日系「土曜ワイド劇場」で放送されたテレビドラマシリーズ。全2回。主演はとよた真帆。

## キャスト

### 三姉妹
園田奈津子
演 - とよた真帆
次女。警視庁六本木警察署の警部補。独身。
大城彩
演 - 大島さと子
長女。沖縄で亡夫が残したホテルを経営している。第2作の前にハウステンボスのホテルのオーナーと再婚している。
園田里美
演 - 中山忍
三女。総合病院の内科医。独身。

### その他
島袋貫太郎
演 - 武野功雄
彩のホテルの支配人。
友田
演 - 真実一路
警視庁六本木警察署の課長。

### ゲスト
第1作（2004年）
- 相沢律子（与那嶺の婚約者） - 大寶智子
- 鴨居俊樹（東京の医療財団会長） - 升毅
- 与那嶺信二 - ひかる一平
- 嘉村（大名護警察署 刑事） - でんでん
- 山根（鴨居医療財団の相談役） - 鈴木一功
- 川本（交通事故の加害者） - 前田淳
- 鴨居泰江（鴨居の妻） - 栗田よう子
- 成沢（代議士） - 小沢象
- 平良（刑事） - 宮島真一
- ネーネーズ - 與那覇歩、新里奈津子、比嘉綾乃、金城泉
- 三線 - 知名定人、澤田智仁
- マリー・オブライアン（日系三世） - 萩尾みどり

第2作（2007年）
- 河瀬衣香（里美の友人） - 岩崎ひろみ
- 横山健三（刑事） - 宇梶剛士
- 井上武子（井上の妻） - 沖直未
- 沢村慎吾（外科医・衣香の結婚相手） - 西川忠志
- 勝呂亜佐美（看護師） - 江口ナオ
- 棚橋美南子（ホステス） - 香純恭
- 小松崎力（沢村の同僚） - 森聖二
- 林（ホテルマン） - 志賀麻登佳
- 川口栄吉（オルガン職人） - 斉木しげる
- 井上直義（医大の教授・衣香と沢村の仲人） - 本田博太郎

## スタッフ
- 脚本 - 旺季志ずか
- 監督 - 高畑隆史
- プロデューサー - 今木清志（テレビ朝日）、小池修一（IMAGICAディーシー21）、猪澤洋一（IMAGICAディーシー21）
- 制作 - テレビ朝日、IMAGICAディーシー21

## 放送日程
| 話数 | 放送日        | サブタイトル                                                                                         | 脚本       | 監督     |
| ---- | ------------- | --- | ---------- | -------- |
| 1    | 2004年6月26日 | 沖縄－東京六本木 列島縦断殺人ルート！ 女刑事・女医・若おかみが暴くサンゴ礁復讐トリック               | 旺季志ずか | 高畑隆史 |
| 2    | 2007年6月30日 | 長崎ハウステンボス、疑惑の花嫁 挙式翌朝、新郎が殺された！ 教授と妻と愛人… 連続殺人に超絶トリックが!! | 旺季志ずか | 高畑隆史 |